# Cinemateca Nacional de Venezuela
La Cinemateca Nacional de Venezuela es una fundación pública venezolana, fundada en 1966 por la cineasta venezolana Margot Benacerraf, adscrita al Ministerio del Poder Popular para la Cultura. La Cinemateca Nacional tiene como finalidad restaurar, archivar, conservar y divulgar la memoria fílmica de Venezuela. La Cinemateca Nacional posee más de 85.000 rollos de película, 400 guiones, 30.180 fotografías, 420 afiches y 30.000 libros y revistas.

## Historia

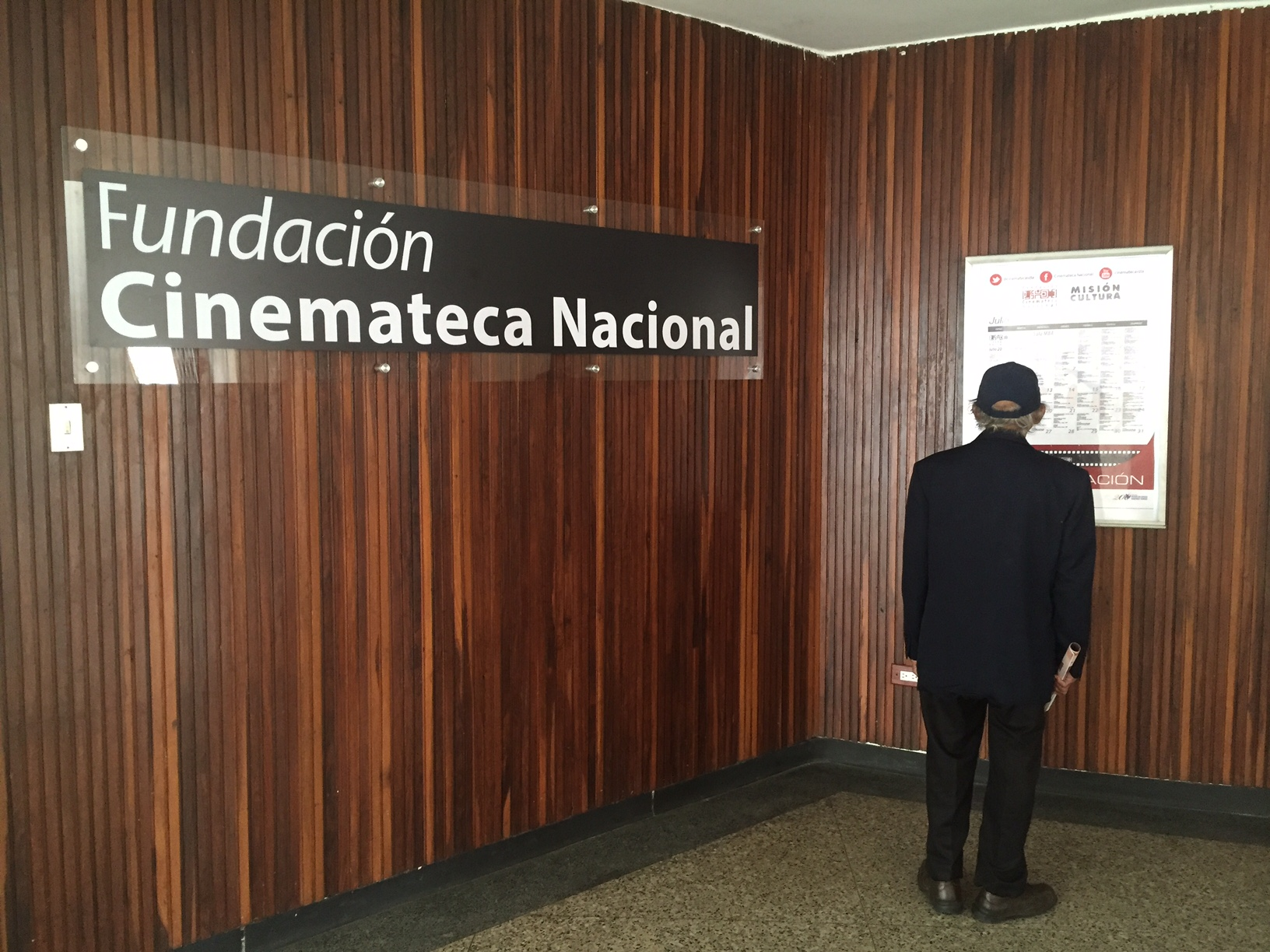
Sala de la Cinemateca Nacional en el Museo de Bellas Artes en Caracas

### Antecedentes
En 1956 Margot Bencerraf es comisionada por Henry Langlois para representar a la Federación Internacional de Archivos Fílmicos (FIAF) en Venezuela y estudiar la posibilidad de crear una filmoteca en Caracas. En 1959, Inocente Palacios designa a Benacerraf directora de la Cinemateca Nacional que formaría parte del planeado Museo de Arte Moderno, aunque este proyecto no prospera. En paralelo, Antonio Pasquali, Rodolfo Izaguirre, Sergio Baroni y Lorenzo Batallán presentan a Francisco De Venanzi, rector de la Universidad Central de Venezuela un proyecto de creación de una Cinemateca Nacional, que funcionaría en la Biblioteca Central de la Universidad.

### Fundación
En 1964, bajo la presidencia de Rómulo Betancourt, se crea el Instituto Nacional de Cultura y Bellas Artes (INCIBA), y Benacerraf es designada directora de la División de Estudios y Programas. Allí, en mayo de 1965, Benacerraf propone la Cinemateca.
Finalmente la Cinemateca fue fundada el 4 de mayo de 1966 con la finalidad de archivar, restaurar y divulgar el cine nacional y extranjero, y Benacerraf es designada como presidenta.
Inicialmente contaba con dos instalaciones: la sala, ubicada en el Museo de Bellas Artes y las oficinas administrativas ubicadas en el Museo de Ciencias. Su sede administrativa se mudó posteriormente al Centro Simón Bolívar, donde se encuentra actualmente, mientras que la sala principal permanece en el Museo de Bellas Artes. Entre sus colaboradores iniciales se encuentran Luis Armando Roche, Ambretta Marrosu, Carmen Luisa Cisneros y Cristina Sánchez.
El día de su inauguración se estrenó la película Barbarroja (1965), de Akira Kurosawa. Desde entonces, la Cinemateca Nacional se dedica a presentar al público venezolano clásicos de la cinematografía mundial.

### Expansión
En 1986 la Cinemateca es elevada a la categoría de museo y en 1990 el Gobierno Nacional le otorgó el rango de fundación, razón por la cual la Cinemateca pudo ampliar sus actividades hacia la enseñanza, producción de catálogos de videos, publicaciones y demás actividades relacionadas con el quehacer cinematográfico.
Bajo la administración de Xavier Sarabia, en el año 2005, se dio impulso al proyecto de red nacional de salas, con la finalidad de construir una Cinemateca verdaderamente nacional; buscando descaraqueñizar la Cinemateca, y crear salas en todo el país.

## Salas de exhibición

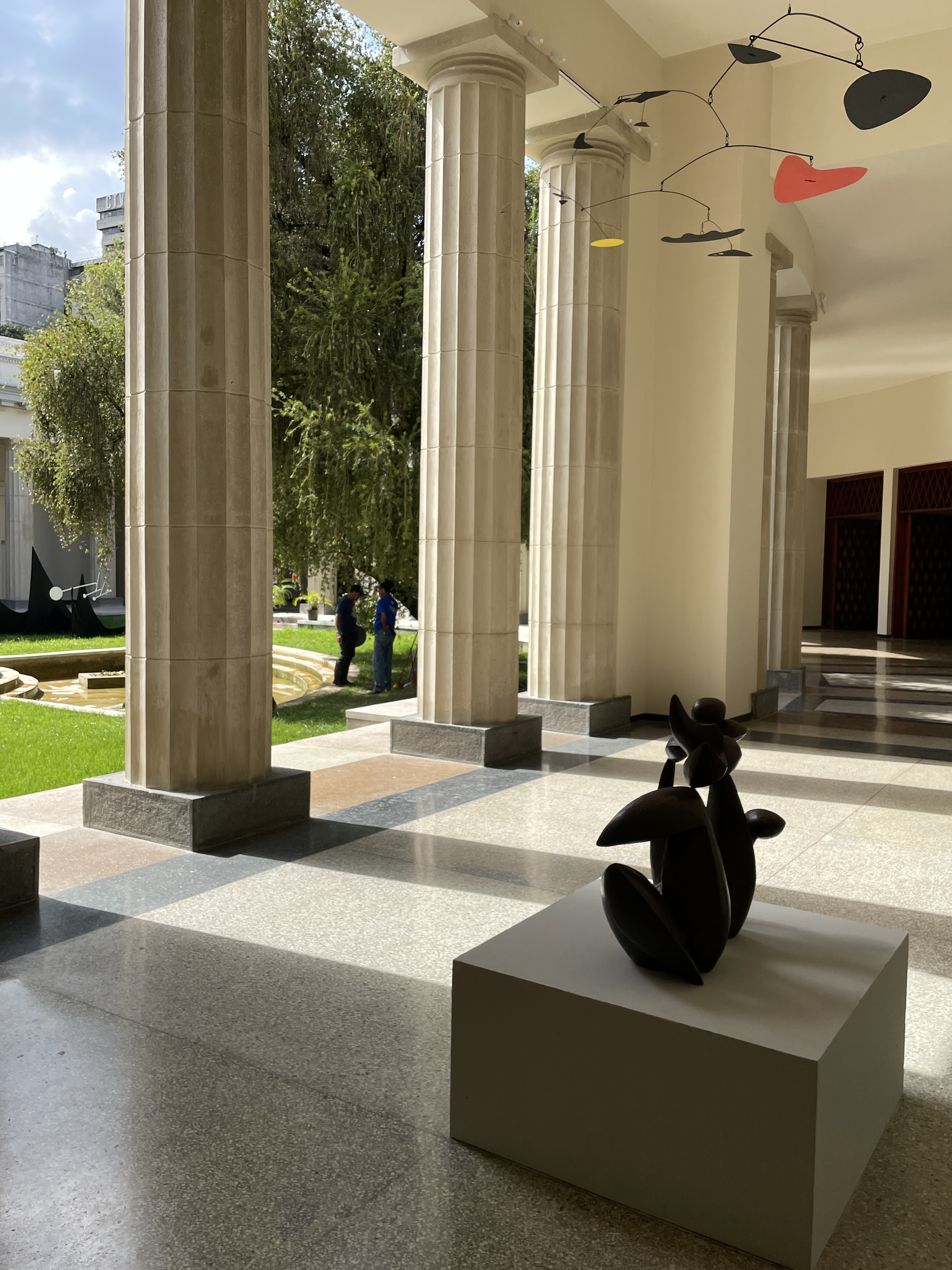
Museo de Bellas Artes, Caracas

La Cinemateca Nacional dispone de dos salas de exhibición en Caracas: una en las instalaciones del Museo de Bellas Artes, y la otra en el Centro de Estudios Latinoamericanos Rómulo Gallegos (CELARG), ubicado en Altamira. Además, cuenta con la red nacional de Salas Regionales, ubicadas en las siguientes ciudades de Venezuela: Barcelona, Barquisimeto, Calabozo, Cumaná, Guanare, Maracay, Maracaibo, Pampatar, Puerto Ayacucho, San Carlos, San Felipe, San Fernando de Apure, Tucupita, Valera y San Cristóbal.
| Sala                  | Dirección                                                              |
| --------------------- | ---------------------------------------------------------------------- |
| Museo de Bellas Artes | Plaza de los Museos, Museo de Bellas Artes, Caracas                    |
| CELARG                | Av. Luis Roche con 3ra. transversal, Altamira, Caracas                 |
| Barcelona             | Av. Paparoni con calle Las Flores, Barcelona                           |
| Barquisimeto          | Av. Vargas, entre av. Uruguay y carrera 15, Barquisimeto               |
| Calabozo              | 1era. Av. Centro Administrativo, Calabozo                              |
| Cumaná                | Av. Perimetral, sector El Monumento, parroquia Santa Inés, Cumaná      |
| Guanare               | Centro Cultural Carlos Emilio Muñoz, carrera 5ta con calle 16, Guanare |
| Macuto                | Sector La Guzmania, Av. La Playa, Macuto                               |
| Maracaibo             | Urb. El Pinar, calle 115, Av. 23, Maracaibo                            |
| Pampatar              | Prolongación calle 3 de Mayo, vía población de la Caranta, Pampatar    |
| Puerto Ayacucho       | Av. Río Negro con calle Atabapo, Puerto Ayacucho                       |
| San Carlos            | Plaza Manuel Manrique, Av. Bolívar, cruce con Av. Caracas, San Carlos  |
| San Cristóbal         | Av. Carabobo con Av. Séptima, San Cristóbal                            |
| San Felipe            | Av. Intercomunal San Felipe El Fuerte, San Felipe                      |
| San Fernando          | Av. España. San Fernando de Apure                                      |
| Tucupita              | Av. Orinoco, Urb. Romulo Gallegos. Tucupita, edo. Delta Amacuro        |
| Valera                | Sector La Plata, Av. Independencia, Valera                             |

## Archivo fílmico

### Los archivos
Otro organismo que tiene a su cargo es el Archivo Fílmico. Este archivo se inició gracias a la combinación del fondo propio de la Cinemateca y las donaciones realizadas por distribuidores locales como Difra y Pelimex.
Desde 1998 el archivo de la Cinemateca se encuentra en la Biblioteca Nacional, centralizando en un solo espacio la mayor parte de los materiales fílmicos producidos en Venezuela.Este archivo cuenta con instalaciones diseñadas para la conservación y restauración de películas y material audiovisual, asegurando que el patrimonio cinematográfico del país se preserve de manera adecuada. Allí también se imparte anualmente el Diplomado de Conservación y Preservación de Material Audiovisual, avalado por la UNEARTE. Para el año 2001, el archivo de la Cinemateca Nacional contaba con 85.000 rollos de película, 30.180 fotografías y 420 afiches. Algunos de los tesoros que se encuentran en este archivos son las más de 50 cintas realizadas en Venezuela antes de 1950 y que han alargado su tiempo de vida gracias al proceso de duplicación de negativos, entre ellas, la cinta más antigua de ficción hasta ahora encontrada, Don Leandro el Inefable (1919) de Lucas Manzano, o algunas joyas de los comienzos del cine sonoro, como lo son La venus de nácar (1932) de Efraín Gómez, Reverón (1938) de Edgar J. Anzola, La danza de los esqueletos (1934) primer cortometraje animado venezolano, producido en los Laboratorios Nacionales, dirigido por Herbert Weisz y sonorizado por Efraín Gómez, y Taboga y hacia El Calvario (1938) de Rafael Rivero.
Otro film restaurado y reestrenado en 1993, fue La escalinata (1950) de César Enríquez, quizá la última película filmada en el país sobre soporte inflamable de nitrato de celulosa.Para el momento de la restauración "el 70% de los originales de sonido estaban irremediablemente perdidos por descomposición química, [...] la imagen se encontraba desvanecida y [...] la emulsión comenzaba a separarse del soporte".Gracias a un delicado, complejo y costoso trabajo, pudo producirse una duplicación de negativo.

### Preservación y restauración
Como muchos archivos fílmicos, uno de los primeros males a los que se enfrentó la Cinemateca Nacional tiene que ver con los soportes cinematográficos fabricados antes de 1951, pues estaban hechos de nitrato de celulosa, altamente inflamable y además susceptible a la rápida descomposición química. Desde finales de los años 80, la Cinemateca empezó un proceso de copiado de estos soportes y transferencia a rollos de acetato de celulosa. Sin embargo, el acetato de celulosa, aunque menos inflamable, también se descompone, gracias al llamado síndrome del vinagre, es decir, al crecimiento de hongos y bacterias en la gelatina portadora de la imagen, por lo que se ha recurrido a otros materiales como el poliéster.
Para el copiado y transferencia analógico de imagen, la Cinemateca cuenta con copiadoras Bell & Howell y Oxberry. Adicionalmente, cuenta con un equipo de copiado digital Kinetta Archival, adquirido en 2007, que permite el escaneo de formatos 8 mm, super-8, 16 mm y 35 mm.
Sin embargo, muchos cineastas han alertado sobre el deterioro de los negativos resguardados por el Archivo Fílmico. Thaelman Urgelles afirma que "el negativo naturalmente pierde definición. Eso le pasó a La boda (1982). Ha habido una gran indiferencia por parte de las autoridades de la institución." Román Chalbaud también ha expresado su temor, afirmando que El pez que fuma (1977) ha perdido color.
En 2016, en el marco de los 42 años de la Asociación Nacional de Autores Cinematográficos, se llevaron a cabo una serie de conferencias y proyecciones en la sala del Museo de Bellas Artes. Rafael Straga, organizador de las actividades, cuenta que el Archivo "no tenía una copia para exhibir de Los platos del diablo (1992) de Urgelles. El documental Ledezma, el caso Mamera (1982) de Luis Correa está en mal estado. No se sabe dónde reposan los negativos. La mayoría del cine venezolano de los años setenta que se encuentra en la calle son copias piratas que sacaron de los VHS que se distribuyeron hace más de veinte años."
Oscar Garbisu asegura que se han perdido documentales como los que realizó la compañía Shell en la década de 1950 y colecciones como las de Carlos Tinoco, José Agustín Catalá y el Museo Histórico Militar. Afirma igualmente que "entre las películas a punto de perderse, además de El pez que fuma y La boda, están Soy un delincuente (1976) de Clemente de la Cerda y varias obras de no ficción de Jesús Enrique Guédez. También menciona diversos documentales folklóricos y antropológicos. Otras obras a las que debe prestarse atención, afirma, son País portátil (1979) de Iván Feo y Antonio Llerandi, Canción mansa para un pueblo bravo (1976) de Giancarlo Carrer, Los muertos sí salen (1976) de Alfredo Lugo, Sagrado y obsceno (1975) y La quema de Judas (1974), ambas de Chalbaud."

## Presidentes
- Margot Benacerraf, 1966-1968
- Rodolfo Izaguirre, 1968-1988
- Carmen Luisa Cisneros, 1988
- Ricardo Tirado, 1988-1990
- Ildemaro Torres, 1990-1991
- Oscar Lucien, 1991-1994
- Fernando Rodríguez, 1994-1999
- Jacobo Penzo, 1999-2002
- Xavier Sarabia, 2005-2009
- Gustavo Michelena, 2009-2013
- Xavier Sarabia, 2013-2016
- Blanca Rey, 2016-2017

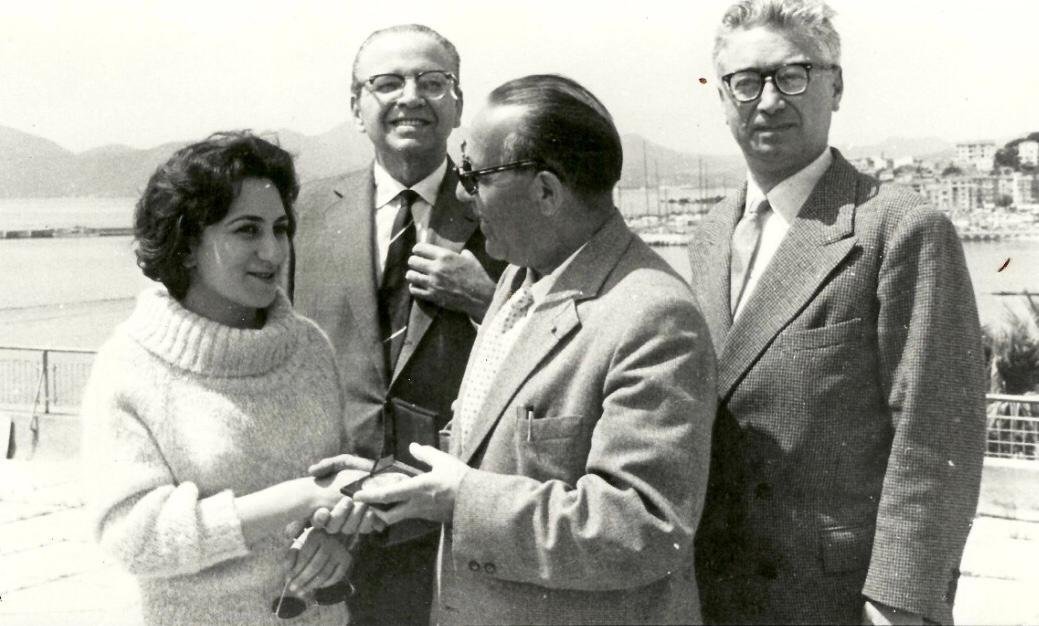
Margot Benacerraf y Mariano Picón Salas junto a miembros del jurado del Festival de Cannes.

- William Rafael Santana Cedeño, 2017-2020
- Vladimir Sosa Sarabia, 2020-actualidad